# Liste der Nummer-eins-Hits in Finnland (1991)
Dies ist eine Liste der Nummer-eins-Hits in Finnland im Jahr 1991. Sie basiert auf den offiziellen Single Top 20 und den Album Top 50, die im Auftrag von Musiikkituottajat, der finnischen Landesgruppe der IFPI, erstellt werden.

## Singles
| | Liste der Nummer-eins-Hits in Finnland | Liste der Nummer-eins-Hits in Finnland       | Liste der Nummer-eins-Hits in Finnland | 1992 →                                                    |
| \| Zeitraum \| Wo. ges. \| Interpret \| Titel Autor(en) \| Zusätzliche Informationen \| \| (Zeitraum, Wochen auf Platz eins, Interpret, Titel, Autor[en], zusätzliche Informationen) \| \| \| \| \| \| ----------------------------------------------------------------------------------------- \| -------- \| -------------------------------------------- \| -------------------------------------------------------------------------------------------------------------------------------------------------------------------------------------------------------------------------- \| --------------------------------------------------------- \| \| 17. Dezember 1990 – 6. Januar 1991 3 Wochen \| 3 \| Madonna \| Justify My Love Lenny Kravitz, Ingrid Chavez, Madonna \| – \| \| 7. Januar 1991 – 3. Februar 1991 4 Wochen \| 4 \| Raptori \| Debi Gibson \| – \| \| 4. Februar 1991 – 17. Februar 1991 2 Wochen \| 2 \| Iron Maiden \| Bring Your Daughter… to the Slaughter Bruce Dickinson \| – \| \| 18. Februar 1991 – 4. März 1991 2 Wochen \| 2 \| The KLF feat. The Children of the Revolution \| 3 a.m. Eternal Jimi Francis Cauty, William Ernest Drummond \| – \| \| 5. März 1991 – 17. März 1991 2 Wochen \| 2 \| Inner Circle \| Bad Boys Ian Lewis \| – \| \| 18. März 1991 – 12. Mai 1991 8 Wochen \| 8 \| Hausmylly \| Se mustamies \| – \| \| 27. Mai 1991 – 9. Juni 1991 2 Wochen \| 2 \| London Boys \| Sweet Soul Music Ralf René Maué \| – \| \| 10. Juni 1991 – 23. Juni 1991 2 Wochen (insgesamt 2) \| 2 \| De La Soul \| Ring Ring Ring Kelvin Mercer, David J. Jolicœur, Vincent Lamont Mason, Paul E. Huston, Michael John Drummond, Nicholas Bernard Thorp, Martin Benedict Volpeliere-Pierrot, Julian Godfrey Brookhouse, Glenn Francis Skinner \| – \| \| 24. Juni 1991 – 7. Juli 1991 2 Wochen \| 2 \| Juice Leskinen \| Pienestä pitäen \| – \| \| 8. Juli 1991 – 21. Juli 1991 2 Wochen \| 2 \| Eppu Normaali \| Lensin matalalla \| – \| \| 22. Juli 1991 – 4. August 1991 2 Wochen (insgesamt 6) \| 6 \| Guns N’ Roses \| You Could Be Mine Axl Rose, Izzy Stradlin, Michael McKagan, Darren Reed, Mathew Sorum, Saul Hudson \| – \| \| 5. August 1991 – 18. August 1991 2 Wochen \| 2 \| Bryan Adams \| (Everything I Do) I Do It for You Robert John „Mutt“ Lange, Bryan Adams, Michael Kamen \| Aus dem Soundtrack zum Film Robin Hood – König der Diebe. \| \| 19. August 1991 – 2. September 1991 2 Wochen \| 2 \| Metallica \| Enter Sandman James Hetfield, Lars Ulrich, Kirk Hammett \| – \| \| 3. September 1991 – 15. September 1991 2 Wochen (insgesamt 6) \| 6 \| Guns N’ Roses \| You Could Be Mine Axl Rose, Izzy Stradlin, Michael McKagan, Darren Reed, Mathew Sorum, Saul Hudson \| – \| \| 16. September 1991 – 29. September 1991 2 Wochen \| 2 \| Guns N’ Roses \| Don’t Cry Axl Rose, Izzy Stradlin \| – \| \| 30. September 1991 – 13. Oktober 1991 2 Wochen (insgesamt 6) \| 6 \| Guns N’ Roses \| You Could Be Mine Axl Rose, Izzy Stradlin, Michael McKagan, Darren Reed, Mathew Sorum, Saul Hudson \| – \| \| 14. Oktober 1991 – 24. November 1991 6 Wochen \| 6 \| Ne Luumäet \| Onnellinen perhe Michael Jackson \| – \| \| 25. November 1991 – 8. Dezember 1991 2 Wochen \| 2 \| Michael Jackson \| Black or White Michael Jackson \| – \| \| 9. November 1991 – 22. Dezember 1991 7 Wochen \| 7 \| Sielun Veljet \| Laatikoita \| – \| \| 23. Dezember 1991 – 19. Januar 1992 4 Wochen \| 4 \| Guns N’ Roses \| Live and Let Die Paul McCartney, Linda McCartney \| – \| |                                        |                                              | |                                                           |
| |                                        |                                              | | → 1992 →                                                  |
| Zeitraum | Wo. ges.                               | Interpret                                    | Titel Autor(en) | Zusätzliche Informationen                                 |
| (Zeitraum, Wochen auf Platz eins, Interpret, Titel, Autor[en], zusätzliche Informationen) |                                        |                                              | |                                                           |
| 17. Dezember 1990 – 6. Januar 1991 3 Wochen | 3                                      | Madonna                                      | Justify My Love Lenny Kravitz, Ingrid Chavez, Madonna | –                                                         |
| 7. Januar 1991 – 3. Februar 1991 4 Wochen | 4                                      | Raptori                                      | Debi Gibson | –                                                         |
| 4. Februar 1991 – 17. Februar 1991 2 Wochen | 2                                      | Iron Maiden                                  | Bring Your Daughter… to the Slaughter Bruce Dickinson | –                                                         |
| 18. Februar 1991 – 4. März 1991 2 Wochen | 2                                      | The KLF feat. The Children of the Revolution | 3 a.m. Eternal Jimi Francis Cauty, William Ernest Drummond | –                                                         |
| 5. März 1991 – 17. März 1991 2 Wochen | 2                                      | Inner Circle                                 | Bad Boys Ian Lewis | –                                                         |
| 18. März 1991 – 12. Mai 1991 8 Wochen | 8                                      | Hausmylly                                    | Se mustamies | –                                                         |
| 27. Mai 1991 – 9. Juni 1991 2 Wochen | 2                                      | London Boys                                  | Sweet Soul Music Ralf René Maué | –                                                         |
| 10. Juni 1991 – 23. Juni 1991 2 Wochen (insgesamt 2) | 2                                      | De La Soul                                   | Ring Ring Ring Kelvin Mercer, David J. Jolicœur, Vincent Lamont Mason, Paul E. Huston, Michael John Drummond, Nicholas Bernard Thorp, Martin Benedict Volpeliere-Pierrot, Julian Godfrey Brookhouse, Glenn Francis Skinner | –                                                         |
| 24. Juni 1991 – 7. Juli 1991 2 Wochen | 2                                      | Juice Leskinen                               | Pienestä pitäen | –                                                         |
| 8. Juli 1991 – 21. Juli 1991 2 Wochen | 2                                      | Eppu Normaali                                | Lensin matalalla | –                                                         |
| 22. Juli 1991 – 4. August 1991 2 Wochen (insgesamt 6) | 6                                      | Guns N’ Roses                                | You Could Be Mine Axl Rose, Izzy Stradlin, Michael McKagan, Darren Reed, Mathew Sorum, Saul Hudson | –                                                         |
| 5. August 1991 – 18. August 1991 2 Wochen | 2                                      | Bryan Adams                                  | (Everything I Do) I Do It for You Robert John „Mutt“ Lange, Bryan Adams, Michael Kamen | Aus dem Soundtrack zum Film Robin Hood – König der Diebe. |
| 19. August 1991 – 2. September 1991 2 Wochen | 2                                      | Metallica                                    | Enter Sandman James Hetfield, Lars Ulrich, Kirk Hammett | –                                                         |
| 3. September 1991 – 15. September 1991 2 Wochen (insgesamt 6) | 6                                      | Guns N’ Roses                                | You Could Be Mine Axl Rose, Izzy Stradlin, Michael McKagan, Darren Reed, Mathew Sorum, Saul Hudson | –                                                         |
| 16. September 1991 – 29. September 1991 2 Wochen | 2                                      | Guns N’ Roses                                | Don’t Cry Axl Rose, Izzy Stradlin | –                                                         |
| 30. September 1991 – 13. Oktober 1991 2 Wochen (insgesamt 6) | 6                                      | Guns N’ Roses                                | You Could Be Mine Axl Rose, Izzy Stradlin, Michael McKagan, Darren Reed, Mathew Sorum, Saul Hudson | –                                                         |
| 14. Oktober 1991 – 24. November 1991 6 Wochen | 6                                      | Ne Luumäet                                   | Onnellinen perhe Michael Jackson | –                                                         |
| 25. November 1991 – 8. Dezember 1991 2 Wochen | 2                                      | Michael Jackson                              | Black or White Michael Jackson | –                                                         |
| 9. November 1991 – 22. Dezember 1991 7 Wochen | 7                                      | Sielun Veljet                                | Laatikoita | –                                                         |
| 23. Dezember 1991 – 19. Januar 1992 4 Wochen | 4                                      | Guns N’ Roses                                | Live and Let Die Paul McCartney, Linda McCartney | –                                                         |

## Alben
| | Liste der Nummer-eins-Hits in Finnland | Liste der Nummer-eins-Hits in Finnland | Liste der Nummer-eins-Hits in Finnland | 1992 →                    |
| \| Zeitraum \| Wo. ges. \| Interpret \| Titel \| Zusätzliche Informationen \| \| (Zeitraum, Wochen auf Platz eins, Interpret, Titel, zusätzliche Informationen) \| \| \| \| \| \| ------------------------------------------------------------------------------ \| -------- \| ------------------------- \| ------------------------- \| ------------------------- \| \| 3. Dezember 1990 – 6. Januar 1991 5 Wochen \| 5 \| Ressu \| Ressu Redford \| – \| \| 7. Januar 1991 – 21. Januar 1991 2 Wochen \| 2 \| Madonna \| The Immaculate Collection \| – \| \| 22. Januar 1991 – 3. Februar 1991 2 Wochen \| 2 \| David Lee Roth \| A Little Ain’t Enough \| – \| \| 4. Februar 1991 – 17. Februar 1991 2 Wochen \| 2 \| Sting \| The Soul Cages \| – \| \| 18. Februar 1991 – 3. März 1991 2 Wochen \| 2 \| Queen \| Innuendo \| – \| \| 4. März 1991 – 14. April 1991 6 Wochen \| 6 \| Chris Isaak \| Wicked Game \| – \| \| 15. April 1991 – 12. Mai 1991 4 Wochen (insgesamt 10) \| 10 \| Roxette \| Joyride \| – \| \| 13. Mai 1991 – 26. Mai 1991 2 Wochen \| 2 \| Eppu Normaali \| Paskahatun paluu \| – \| \| 27. Mai 1991 – 7. Juli 1991 6 Wochen (insgesamt 10) \| 10 \| Roxette \| Joyride \| – \| \| 8. Juli 1991 – 21. Juli 1991 2 Wochen \| 2 \| Juice Leskinen Grand Slam \| Taivaan kappaleita \| – \| \| 22. Juli 1991 – 18. August 1991 4 Wochen (insgesamt 6) \| 6 \| Bad Boys Blue \| The Best of Bad Boys Blue \| – \| \| 19. August 1991 – 1. September 1991 2 Wochen (insgesamt 6) \| 6 \| Arja Koriseva \| Me kaksi vain \| – \| \| 2. September 1991 – 15. September 1991 2 Wochen (insgesamt 6) \| 6 \| Bad Boys Blue \| The Best of Bad Boys Blue \| – \| \| 16. September 1991 – 29. September 1991 2 Wochen \| 2 \| Dire Straits \| On Every Street \| – \| \| 30. September 1991 – 13. Oktober 1991 2 Wochen \| 2 \| Guns n’ Roses \| Use Your Illusion 2 \| – \| \| 14. Oktober 1991 – 24. November 1991 6 Wochen \| 6 \| Bryan Adams \| Waking Up the Neighbours \| – \| \| 25. November 1991 – 8. Dezember 1991 2 Wochen \| 2 \| Michael Jackson \| Dangerous \| – \| \| 9. Dezember 1991 – 22. Dezember 1991 2 Wochen \| 2 \| Topi Sorsakoski \| Yksinäisyys \| – \| \| 23. Dezember 1991 – 19. Januar 1992 4 Wochen \| 4 \| Samuli Edelmann \| Peggy - Pienestä kii \| – \| |                                        |                                        |                                        |                           |
| |                                        |                                        |                                        | → 1992 →                  |
| Zeitraum | Wo. ges.                               | Interpret                              | Titel                                  | Zusätzliche Informationen |
| (Zeitraum, Wochen auf Platz eins, Interpret, Titel, zusätzliche Informationen) |                                        |                                        |                                        |                           |
| 3. Dezember 1990 – 6. Januar 1991 5 Wochen | 5                                      | Ressu                                  | Ressu Redford                          | –                         |
| 7. Januar 1991 – 21. Januar 1991 2 Wochen | 2                                      | Madonna                                | The Immaculate Collection              | –                         |
| 22. Januar 1991 – 3. Februar 1991 2 Wochen | 2                                      | David Lee Roth                         | A Little Ain’t Enough                  | –                         |
| 4. Februar 1991 – 17. Februar 1991 2 Wochen | 2                                      | Sting                                  | The Soul Cages                         | –                         |
| 18. Februar 1991 – 3. März 1991 2 Wochen | 2                                      | Queen                                  | Innuendo                               | –                         |
| 4. März 1991 – 14. April 1991 6 Wochen | 6                                      | Chris Isaak                            | Wicked Game                            | –                         |
| 15. April 1991 – 12. Mai 1991 4 Wochen (insgesamt 10) | 10                                     | Roxette                                | Joyride                                | –                         |
| 13. Mai 1991 – 26. Mai 1991 2 Wochen | 2                                      | Eppu Normaali                          | Paskahatun paluu                       | –                         |
| 27. Mai 1991 – 7. Juli 1991 6 Wochen (insgesamt 10) | 10                                     | Roxette                                | Joyride                                | –                         |
| 8. Juli 1991 – 21. Juli 1991 2 Wochen | 2                                      | Juice Leskinen Grand Slam              | Taivaan kappaleita                     | –                         |
| 22. Juli 1991 – 18. August 1991 4 Wochen (insgesamt 6) | 6                                      | Bad Boys Blue                          | The Best of Bad Boys Blue              | –                         |
| 19. August 1991 – 1. September 1991 2 Wochen (insgesamt 6) | 6                                      | Arja Koriseva                          | Me kaksi vain                          | –                         |
| 2. September 1991 – 15. September 1991 2 Wochen (insgesamt 6) | 6                                      | Bad Boys Blue                          | The Best of Bad Boys Blue              | –                         |
| 16. September 1991 – 29. September 1991 2 Wochen | 2                                      | Dire Straits                           | On Every Street                        | –                         |
| 30. September 1991 – 13. Oktober 1991 2 Wochen | 2                                      | Guns n’ Roses                          | Use Your Illusion 2                    | –                         |
| 14. Oktober 1991 – 24. November 1991 6 Wochen | 6                                      | Bryan Adams                            | Waking Up the Neighbours               | –                         |
| 25. November 1991 – 8. Dezember 1991 2 Wochen | 2                                      | Michael Jackson                        | Dangerous                              | –                         |
| 9. Dezember 1991 – 22. Dezember 1991 2 Wochen | 2                                      | Topi Sorsakoski                        | Yksinäisyys                            | –                         |
| 23. Dezember 1991 – 19. Januar 1992 4 Wochen | 4                                      | Samuli Edelmann                        | Peggy - Pienestä kii                   | –                         |

Siehe auch: Nummer-eins-Hits 1991 in  Australien, Belgien, Dänemark, Deutschland, Frankreich, Irland, Italien, Japan, Kanada, Neuseeland, den Niederlanden, Norwegen, Österreich, Schweden, der Schweiz, Spanien, Ungarn, den Vereinigten Staaten und im Vereinigten Königreich.